# Kyōko Nakayama
En aquest nom japonès, el cognom és Nakayama.
Kyōko Nakayama (japonès: 中山恭子)  (prefectura de Tòquio, 26 de gener de 1940) és una política japonesa, membre del govern de Yasuo Fukuda en tant que ministra d'Estat per a la Població, la Igualtat de Gènere i la Qüestió dels Segrestos. També forma part de la Cambra de Consellers del Japó.

## Formació
Va estudiar Literatura Francesa a la Universitat de Tòquio; va ingressar al Ministeri d'Afers Exteriors del Japó el 1964 i al Ministeri de Finances el 1966.

## Carrera
Va romandre en el càrrec de ministra fins al 1999, quan va ser nomenada ambaixadora del govern japonès tant a l'Uzbekistan com al Tadjikistan.
Del 2002 al 2004 i del 2006 al 2008, va ser assessora especial de la qüestió dels segrestos de japonesos per part de Corea del Nord, designada primer per Junichirō Koizumi i després per Shinzō Abe. En acabat, va tornar-se ministra d'Estat per a la Població, la Igualtat de Gènere i la Qüestió dels Segrestos sota el govern de Yasuo Fukuda.
Va ser elegida a la Cambra de Consellers el 2007 i reelegida el 2013.
El juny del 2010, ella i el seu marit van canviar-se del Partit Liberal Democràtic al Partit de l'Alba i quan aquest es va fusionar amb el Partit de la Restauració del Japó, en van esdevenir membres tots dos. Quan Shintarō Ishihara se'n va anar per a crear un partit propi, el Partit de les Generacions Futures, Nakayama i la seva parella van continuar al mateix alhora que es van unir al nou. L'octubre del 2015, ella va passar a presidir aquest partit, que va rebatejar Partit pel Kokoro japonès. A l'inici del mandat, va voler canviar l'orientació del partit i treballar amb el govern, cosa que Shigefumi Matsuzawa, aleshores secretari general, va rebutjar; amb la qual cosa es va estimar més de dimitir abans que no provocar la divisió del partit.
Encara que va ser reelegida sense votació el setembre del 2017 com a membre capdavantera de l'organització, va anunciar que s'uniria amb el seu espòs al tot just format Partit de l'Esperança, fundat per l'alcaldessa de Tòquio Yuriko Koike, i va ser així un dels primers membres del dit partit. L'abril del 2019, Nakayama va informar que pretenia retirar-se de la política i no es va presentar a les eleccions a la Cambra de Consellers del 2019.

## Posicionament polític

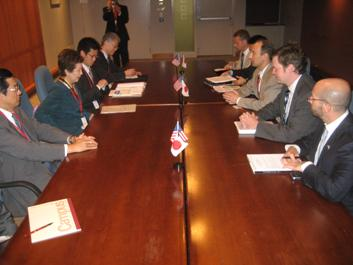
Reunió entre Nakayama, llavors ministra del govern d'Abe, i Tevi Troy, ministre de Salut dels Estats Units d'Amèrica.

Nakayama és partidària de revisar la Constitució japonesa perquè pensa necessari l'armament del Japó, fins i tot en térmens nuclears. També la hi motiva el fet de lluitar més eficaçment en els casos de segrestos de ciutadans japonesos per part de Corea del Nord. Com a ambaixadora, també creu que l'Estat hauria de promoure les relacions comercials amb els països de l'Àsia central, encara que el seu principal soci encara són els Estats Units. No té cap problema amb el fet que els oficials japonesos visitin el santuari Yasukuni i posa en dubte l'ús de dones de consol per part del Japó durant la Segona Guerra Mundial. També afavoreix la pena de mort.

## Vida personal
Es va casar amb Nariaki Nakayama, exministre de Turisme i també membre del Parlament japonès. Per a donar-li suport, el 2010 va deixar el Partit Liberal Democràtic i va canviar de partit polític.
Visita Taixkent cada any, malgrat que ja no és ambaixadora a l'Uzbekistan.